# Clarendon (Teksas)
Clarendon – miasto w Stanach Zjednoczonych, w stanie Teksas, w hrabstwie Donley. W 2000 roku liczyło 1 974 mieszkańców.